# Arlington (Carolina do Norte)
Arlington é uma cidade  localizada no estado norte-americano de Carolina do Norte, no Condado de Yadkin.

## Demografia
Segundo o censo norte-americano de 2000, a sua população era de 795 habitantes.

## Geografia
De acordo com o United States Census Bureau, a localidade tem uma área de 2,2 km², dos quais 2,2 km² cobertos por terra e 0,0 km² cobertos por água.

## Localidades na vizinhança
O diagrama seguinte representa as localidades num raio de 12 km ao redor de Arlington. 